# Porzana monasa
Porzana monasa е изчезнал вид птица от семейство Rallidae.

## Разпространение
Видът е разпространен в Микронезия.